# Wessem

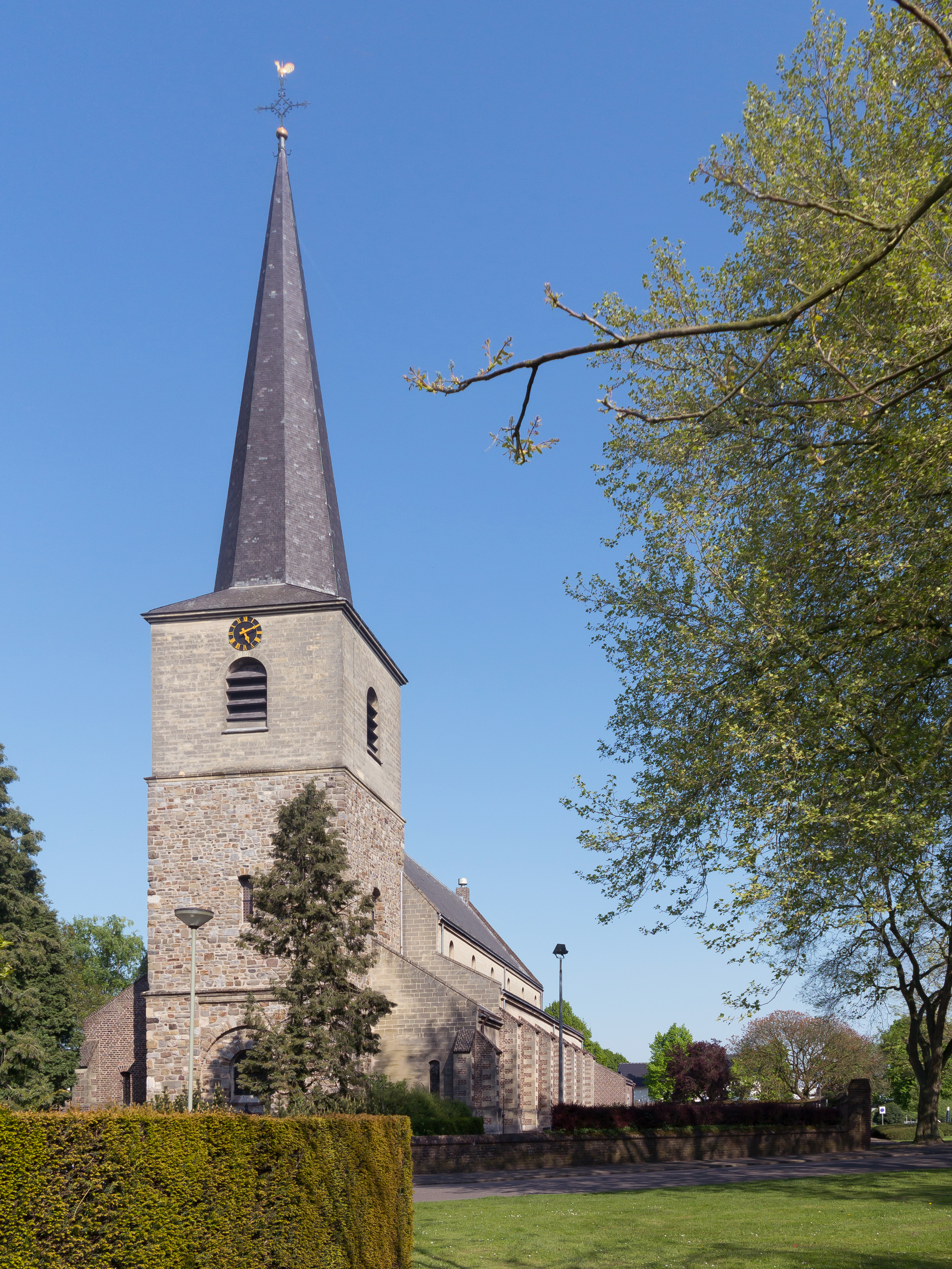
Wessem, de Sint-Medarduskerk

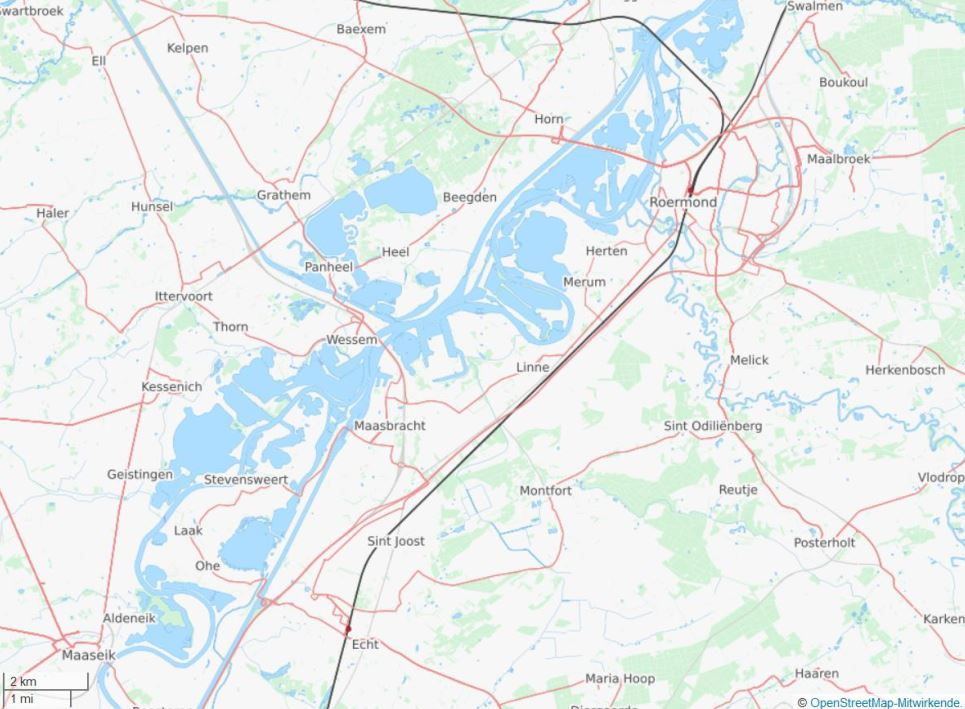
Wessem aan de Maas en de Maasplassen

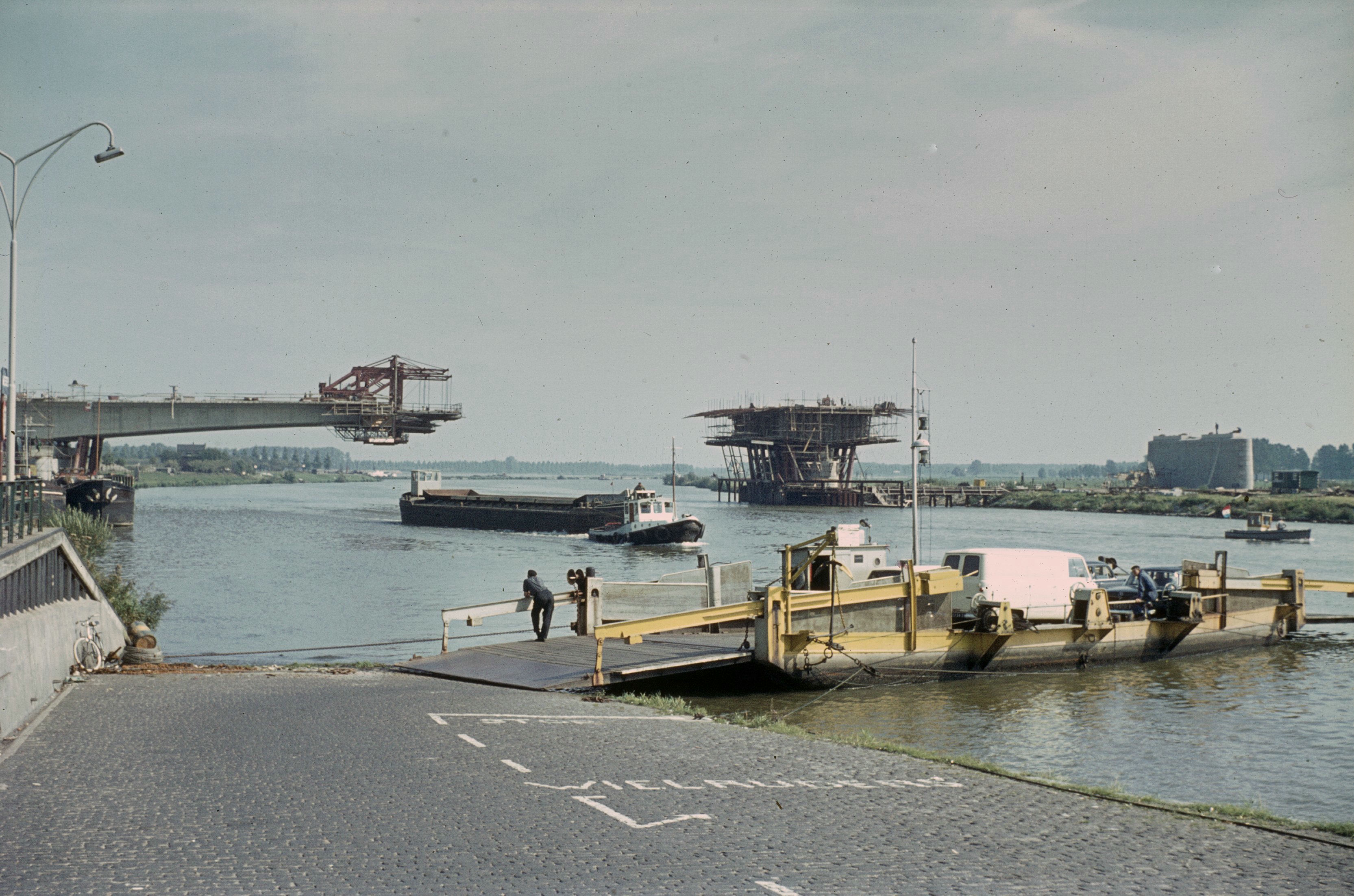
Veerpont en brug in aanbouw (1964)

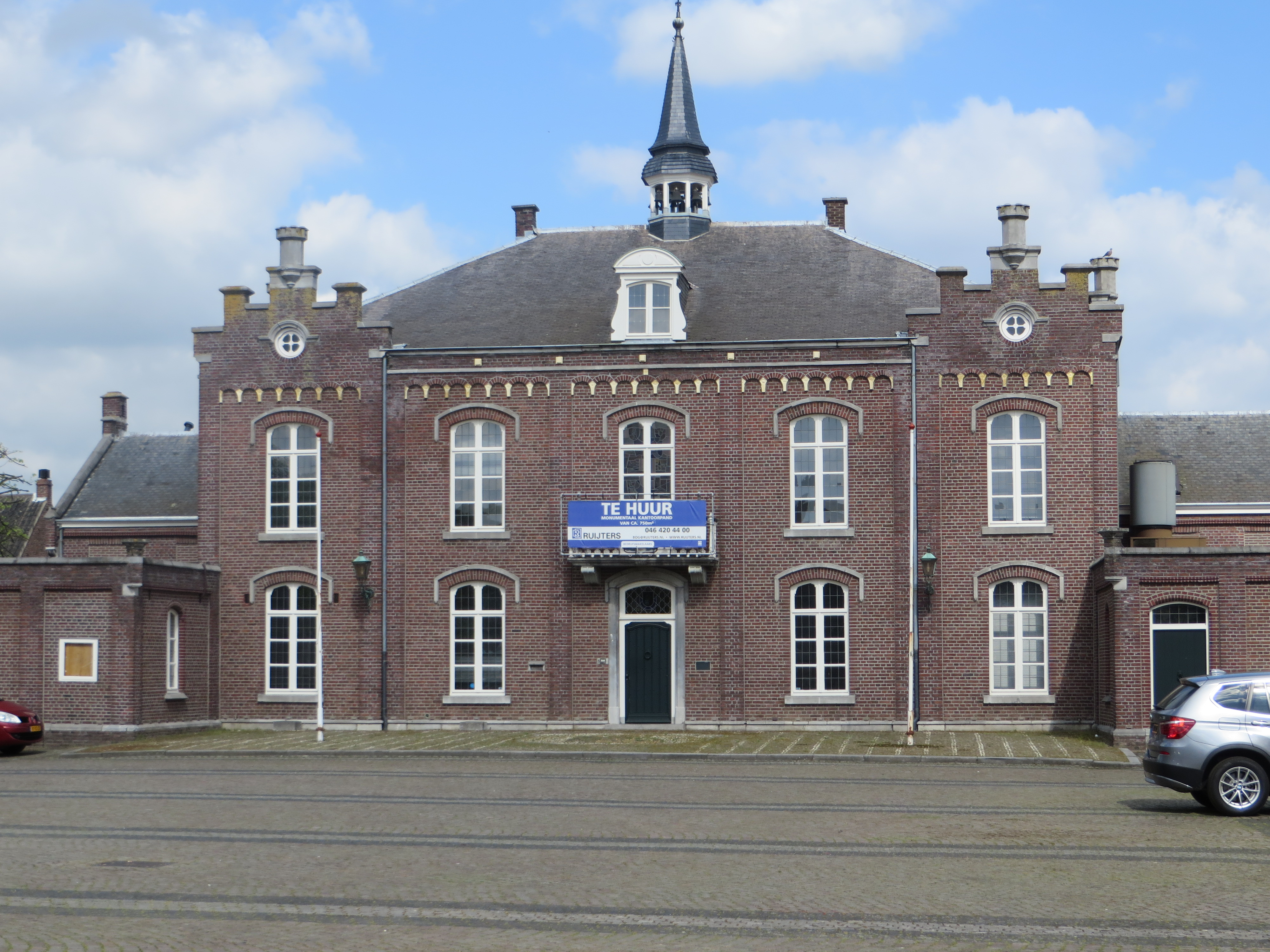
Voormalig stadhuis

Wessem (Limburgs: Wissem of Wèssem) is een stad in de gemeente Maasgouw, in de Nederlandse provincie Limburg. Het is gelegen ten oosten van Thorn en ten noordwesten van Maasbracht. In 2023 telde Wessem 2.035 inwoners. Zoals vele kleinere plaatsen in Limburg heeft Wessem een landelijk karakter en een rijke historie. Het was tot 1991 een zelfstandige gemeente.

## Natuur en landschap
Wessem is gelegen aan de linkeroever van de Maas, tegenover Maasbracht. Ter hoogte van de stad komen het Julianakanaal en het Kanaal Wessem-Nederweert uit in de Maas. Wessem heeft een haven, waar enkele bedrijven liggen, en een jachthaven: de Prins Mauritshaven. Deze haven wordt van de kom van Wessem gescheiden door de loop van de Thornerbeek, die hier in de Maas uitmondt.
Ten noordwesten van Wessem ligt het natuurgebied Meggelveld, ontstaan rond de kleiputten van steenfabriek Joosten.
Iets ten noorden van de stad, aan de overzijde van het Kanaal Wessem-Nederweert, ligt de buurtschap Pol, een groepje huizen dat sinds 1820 onder Wessem valt.

## Geschiedenis
Wessem werd voor het eerst schriftelijk vermeld in 965 als villa Wishem. Deze nederzetting lag ten oosten van de tegenwoordige kerk en het stratenpatroon ervan is nog herkenbaar.
In 1118 werd Wessem voor het eerst als stad vermeld. Wanneer Wessem precies stadsrechten verkreeg is niet helemaal duidelijk. Men mocht al snel een eigen munt slaan, dus wordt er veelal van uitgegaan dat Wessem al snel stadsrechten had. De voorzichtigere historici houden vóór 1329 aan.
In 1219 werd Wessem onderdeel van het Land van Horn, in 1568 kwam het aan Gelre, waar het behoorde bij het Overkwartier of Opper-Gelre. Dit viel vanaf 1579 onder Spaans gezag en later onder Oostenrijks gezag als onderdeel van de Zuidelijke Nederlanden. In de Franse tijd hoorde het ook bij het Belgisch departement Nedermaas, om in 1839, na de Belgische afscheiding, bij Nederland te worden gevoegd.
Van 1926-1929 werd het Kanaal Wessem-Nederweert aangelegd, dat direct ten noorden van Wessem liep. Van 1963-1966 werd parallel aan dit kanaal de Rijksweg 2 met de Maasbrug bij Wessem gebouwd.
De ontgrindingen die vanaf 1960 aan de zuidkant van Wessem plaatsvonden leidden, naast een plas, tot de vorming van de Prins Mauritshaven, die voornamelijk de pleziervaart dient.
Wessem was een zelfstandige gemeente tot de gemeentelijke herindeling van 1991, waardoor het tot de nieuwe fusiegemeente Heel ging behoren, wat destijds tot groot verzet van de plaatselijke bevolking leidde. Sinds 2007 maakt Wessem deel uit van de gemeente Maasgouw.
Wessem is de laatste stad aan de Maas voor de Belgische grens en had daarom een douanekantoor voor de scheepvaart.

## Bezienswaardigheden
Het verleden valt nog waar te nemen aan de vestingachtige opbouw en het stedelijke karakter van het oude centrum met een netwerk van straatjes, verhard met maaskeitjes. Een groot deel van de oude bebouwing is bewaard gebleven. Het geheel is dan ook geklasseerd als beschermd stadsgezicht.
- De Sint-Medarduskerk. Deze gotische kerk werd oorspronkelijk gebouwd omstreeks het jaar 946. Nadat de kerk in 1944 grotendeels verwoest werd, werd ze in 1948-1949 weer hersteld. De toren werd in 1950-1951 enkele meters meer naar het westen en iets hoger herbouwd.
- Tegenover de kerk staat een Heilig Hartbeeld uit 1943, gemaakt door Victor Sprenkels.
- ten noordwesten van de kerk staat een Sint-Barbarabeeld.
- Het voormalige gemeentehuis uit 1860, tegenwoordig appartementen, staat aan Markt 1. Op de Markt is met maaskeitjes het gemeentewapen van de voormalige gemeente Wessem uitgebeeld.
- Het huis Steenweg 2 stamt uit de 17e eeuw en was tot 1798 in bezit van de Franciscanen, waarna het tot brouwerij en herberg In de Keizer Napoleon werd verbouwd.
- Aan de Steenweg vindt men ook de panden Steenweg 6 (1613), Steenweg 9 (1613), Steenweg 10 In de Yzeren Vrijer (1632) en Steenweg 6 Huis Cox (1704). Ook Steenweg 14, 18 en 23 stammen uit de 18e eeuw.
- Diverse panden in de binnenstad hebben als boerderij dienstgedaan. Maasstraat 11 (1716); Beekstraat 8 (1768); Beekstraat 10-11 stamt uit de 18e eeuw en heeft ook als school gefungeerd; Groenstraat 22 werd in de 18e eeuw gesticht.
- Herberg De Twee Ankers, aan Groenstraat 1, stamt uit 1803.
- Wessem bezat van 1954 tot 1998 een Groene Kruisgebouw. Dit werd afgebroken in 1998 en vervolgens in het Nederlands Openluchtmuseum te Arnhem weer opgebouwd.
- Sint-Antoniuskapel aan de Achter de Biënberg en Pastoor Janssenstraat
- Sint-Joriskapel aan het Van Horneplein
- Mariakapel aan de Kloosterlaan
- Mariakapel bij de begraafplaats aan de Oude Thornerweg

Zie ook
- Lijst van rijksmonumenten in Wessem
- Lijst van gemeentelijke monumenten in Wessem

## Economie
Dankzij de ligging aan de grindplassen aan de Maas is Wessem betrekkelijk welvarend. Er wordt op grote schaal grind en zand geëxploiteerd, het is een van de grootste grindproducenten van Nederland. Verder zijn er steen- en (dak-)pannenfabrieken. De steenfabriek van Joosten heeft een blijvend landschapselement achtergelaten in de vorm van de "Koele van Joosten", tegenwoordig een natuurgebied dat bekend is onder de naam Meggelveld, gelegen in Wessem, waar een omvangrijke blauwe reigerkolonie aanwezig is.
De Steenfabriek Joosten Wessem heeft bestaan van 1915 tot het sluitingsjaar 2013. Vanaf 1989 maakte de fabriek onderdeel uit van het Ierse CRH Clay Solutions.

## Verenigingsleven
- Jongerenwerkgroep Wesjo
- Stichting Westival - WessummerBeers
- Speeltuin De Roetsj
- Tennisvereniging Wessem
- Voetbalvereniging Fc Maasgouw
- Koninklijke Harmonie Eendracht Maakt Macht
- Schuterij St. Joris
- PDV De Vredesduif
- Volleybalclub vc Maasdal
- Tafeltennisvereniging Westa
- Toneelvereniging Spot Aan
- Hengelsportvereniging Het Loze Vissertje Wessem
- Bacchusklup Wèssem

In 2004 won de schutterij St. Joris van Wessem het Oud Limburgs Schuttersfeest (OLS) in Opglabbeek. Als winnaar had de schutterij de eer om het OLS 2005 in Wessem te organiseren.

## Geboren in Wessem
- Louis (Ludovicus) Tijssen (1865–1929), pastoor-deken van Sittard
- Pierre Huyskens (1931–2008), journalist en schrijver
- Joop Schaminée (1957), botanicus

## Nabijgelegen kernen
Thorn, Panheel, Heel, Maasbracht
Steden en dorpen:
Beegden · Brachterbeek · Heel · Linne · Maasbracht · Ohé en Laak · Panheel · Stevensweert · Thorn · Wessem

Buurtschappen: Baarstraat · Bilt · Brandt · Eiland · Osen · Pol · Santfort (deels) · Weerd

Voormalige gemeenten: Heel · Maasbracht · Thorn

Limburg: Steden en dorpen      Nederland: Provincies · Gemeenten
Steden in Nederlands-Limburg (met stadsrechten): Echt · Gennep · Kessel · Maastricht · Montfort · Nieuwstadt · Roermond · Sittard · Susteren · Thorn · Valkenburg · Venlo · Weert · Wessem

Steden in Belgisch-Limburg (met stadsrechten): Beringen · Bilzen · Borgloon · Bree · Dilsen-Stokkem · Genk · Halen · Hamont-Achel · Hasselt · Herk-de-Stad · Lommel · Maaseik · Peer · Sint-Truiden · Tongeren

Plaatsen in Nederlands-Limburg (met stedelijke kenmerken): Arcen · Born · Eijsden · Heerlen · Kerkrade · Neeritter · Stein · Stevensweert · Urmond

Nederlands-Limburg: Steden en dorpen